# Национальный музей (Вроцлав)
Национальный музей во Вроцлаве (пол. Muzeum Narodowe we Wrocławiu) — один из главных музеев Вроцлава (Польша), продолжающий традиции немецких музеев, существовавших в городе с XIX века. Зарегистрирован в Государственном реестре музеев.
Коллекцию музея составляет преимущественно живопись и скульптура, в первую очередь, произведения искусства Силезии.

## История
Королевский музей искусства и старины (нем. Königliches Museum für Kunst und Altertümer) в Бреслау возник в 1815 году. Кроме него в городе были созданы Музей изобразительного искусства Силезии (нем. Schlesisches Museum der Bildenden Künste) (1880) и Музей силезских художественных промыслов и старины (нем. Schlesisches Museum für Kunstgewerbe und Altertümer) (1899). Эти музейные учреждения функционировали до 1945 года.
Во время Второй мировой войны часть коллекций была вывезена из Бреслау и, таким образом, сохранена. Однако большая часть собраний музейных предметов всё же была уничтожена в ходе ожесточённых боев за город и разграблена мародёрами.
После перехода Бреслау под юрисдикцию Польши работа объединённого музея c 1 января 1947 года была восстановлена. Музей разместился в одном из сравнительно уцелевших после ожесточённых боёв зданий города — здании бывшей администрации округа Бреслау (1883—1886, архитектор Антон фон Бер). Музей несколько раз менял название: первоначально действовал как Государственный музей, с 1950 г. как Силезский музей, а в 1970 году получил название Национальный музей.

## Собрания музея
- силезская резьба по камню XII—XVI вв., в которую входят каменные надгробия правителей Силезии, алтарные фигуры, скульптуры и рельефы;
- Искусство Силезии XIV—XVI вв. — самая ценная часть музейной коллекции, содержащая высококлассные предметы готического сакрального искусства, перенесённые сюда из костёлов: картины, скульптуры, алтари, памятники старины и художественных промыслов;
- Искусство Силезии XVI—XIX вв. — от доминирующего сакрального искусства Ренессанса и барокко до светского искусства (портреты), классицизма, бидермейера и до начала XX века; здесь же представлены высокохудожественные предметы из стекла, фаянса, фарфора, изготовленные на местных предприятиях и многое др.
- Польское современное искусство с начала XX в.

## Избранные экспонаты музея

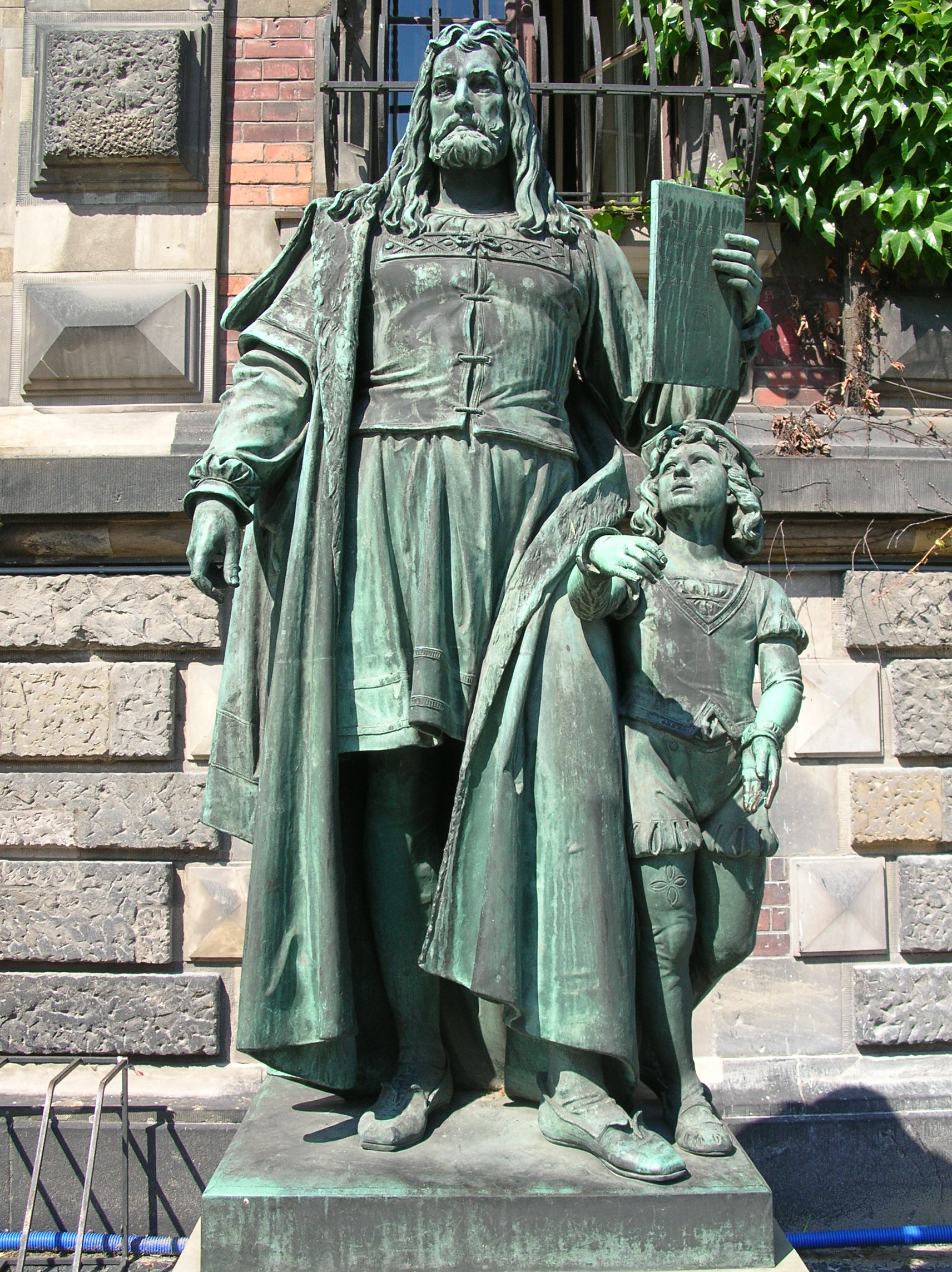
Роберт Хёртель. Памятник Альберту Дюреру, 1880
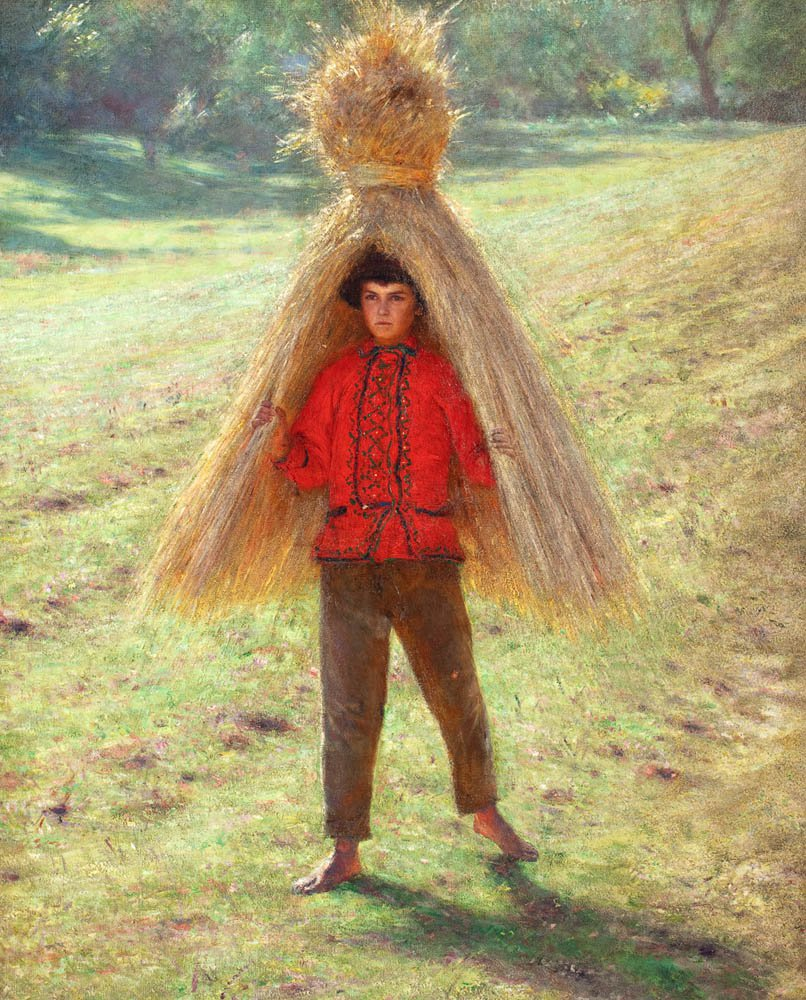
Александр Герымский. Юноша, несущий сноп, 1893
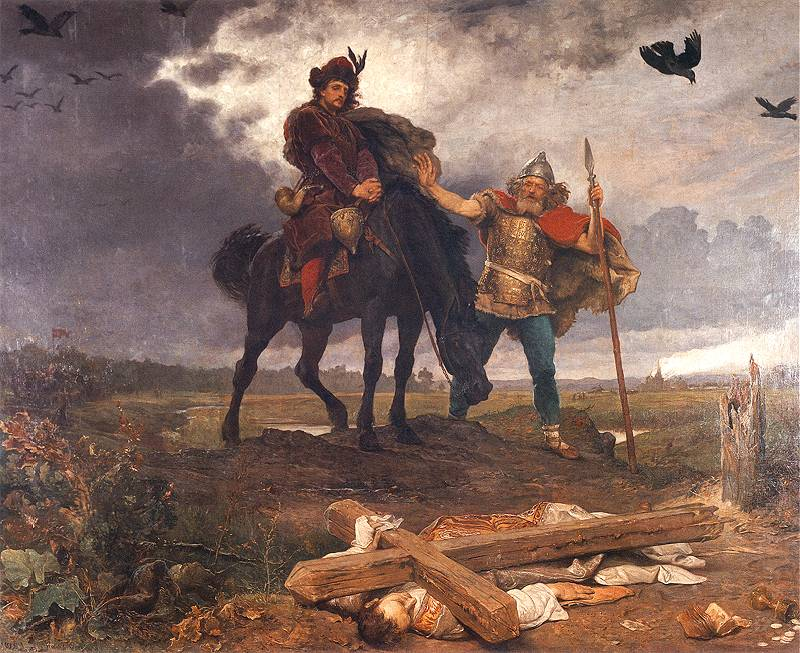
Войцех Герсон. Казимир Восстановитель возвращается в Польшу (II), около 1893
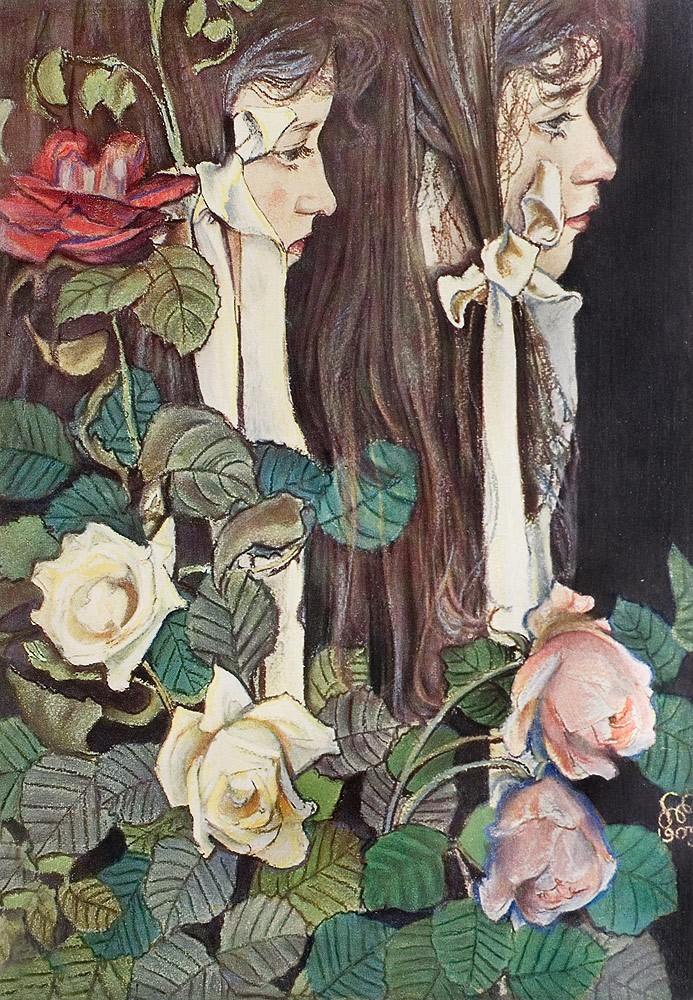
Станислав Выспяньский. Двойной портрет Эльзы Паренской, 1905
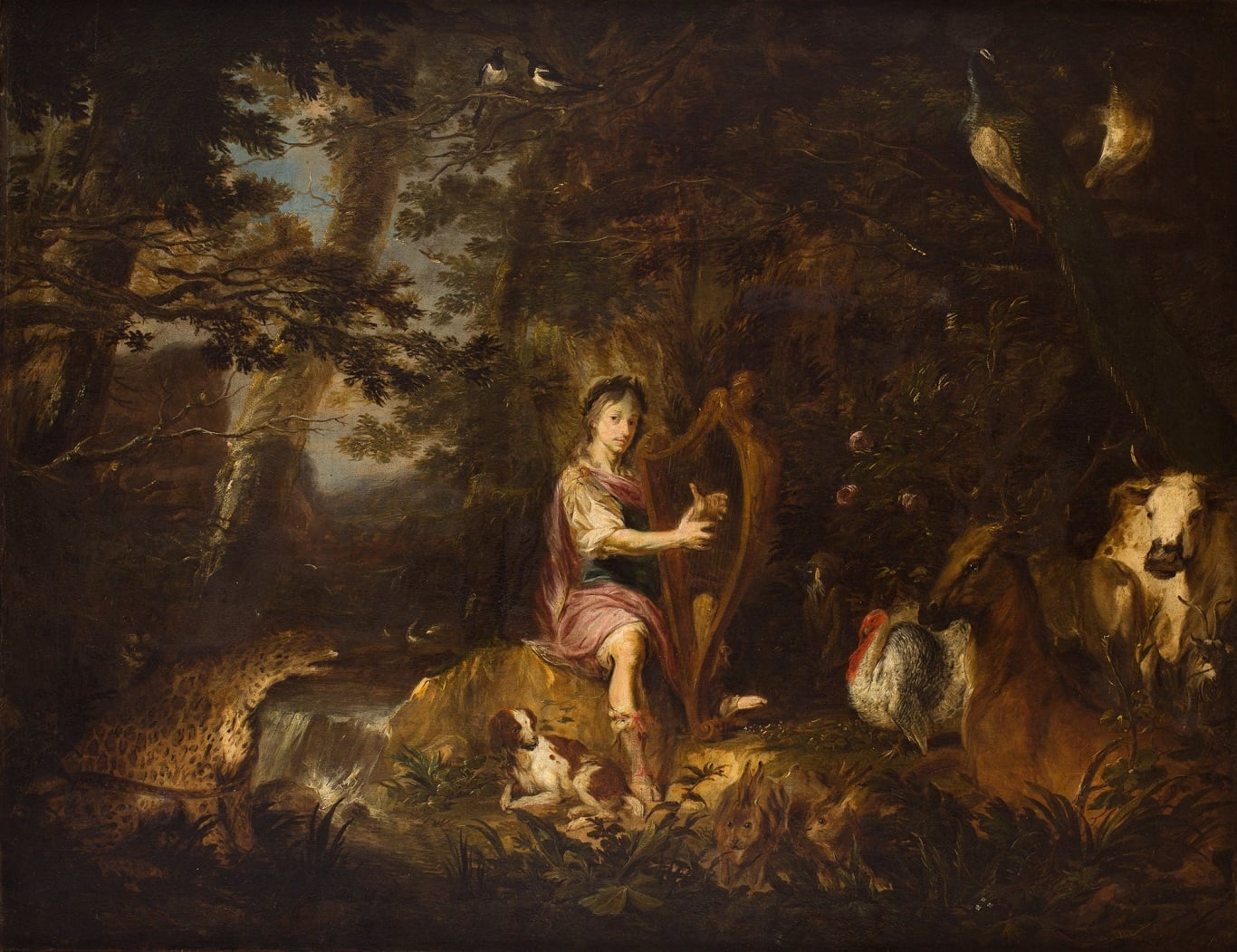
Михаэль Вильманн. Орфей, играющий перед зверями, около 1670
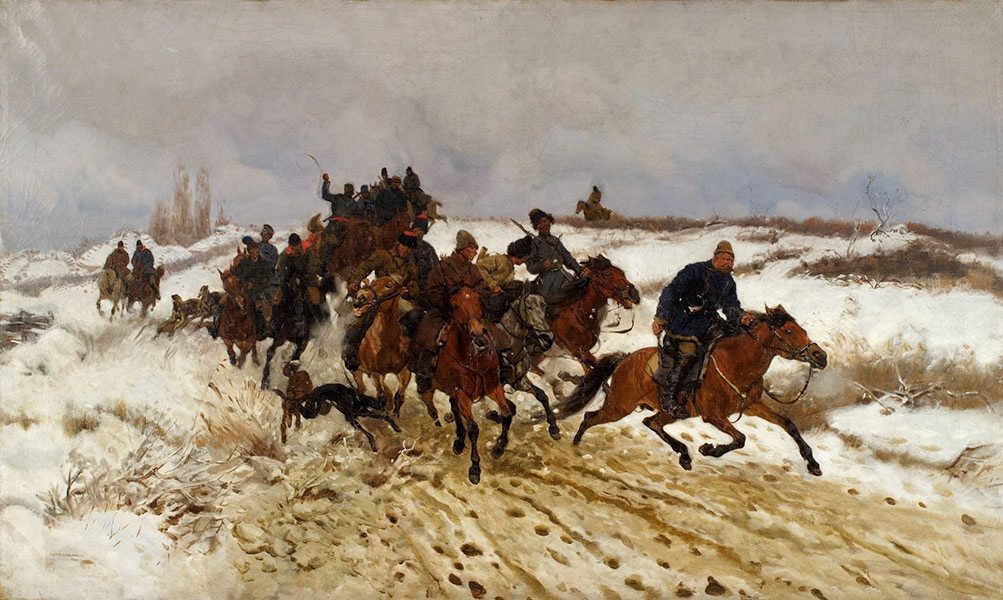
Юзеф Хелмоньский. Выезд на охоту, 1882
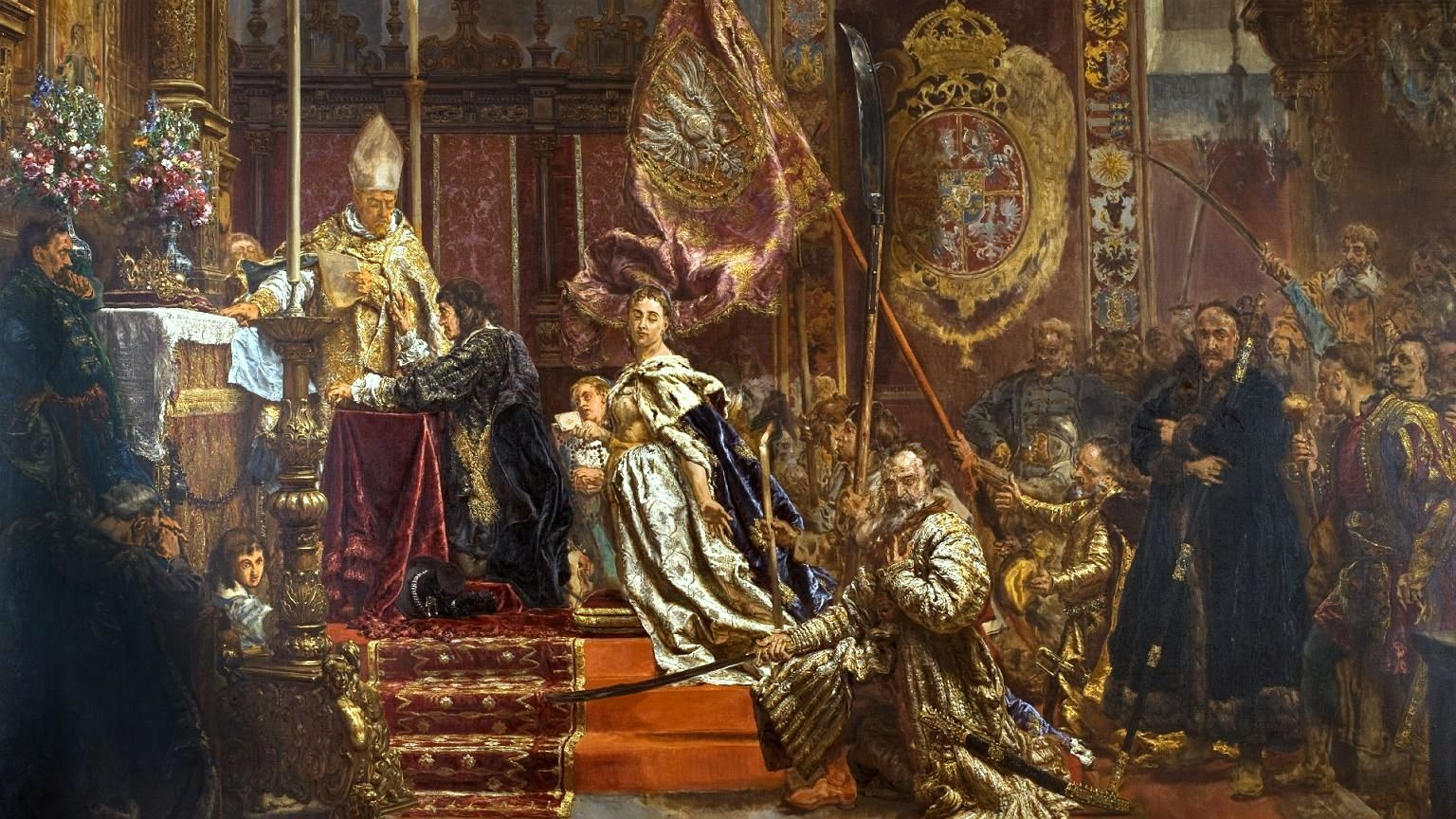
Ян Матейко. Присяга Яна Казимира, 1893
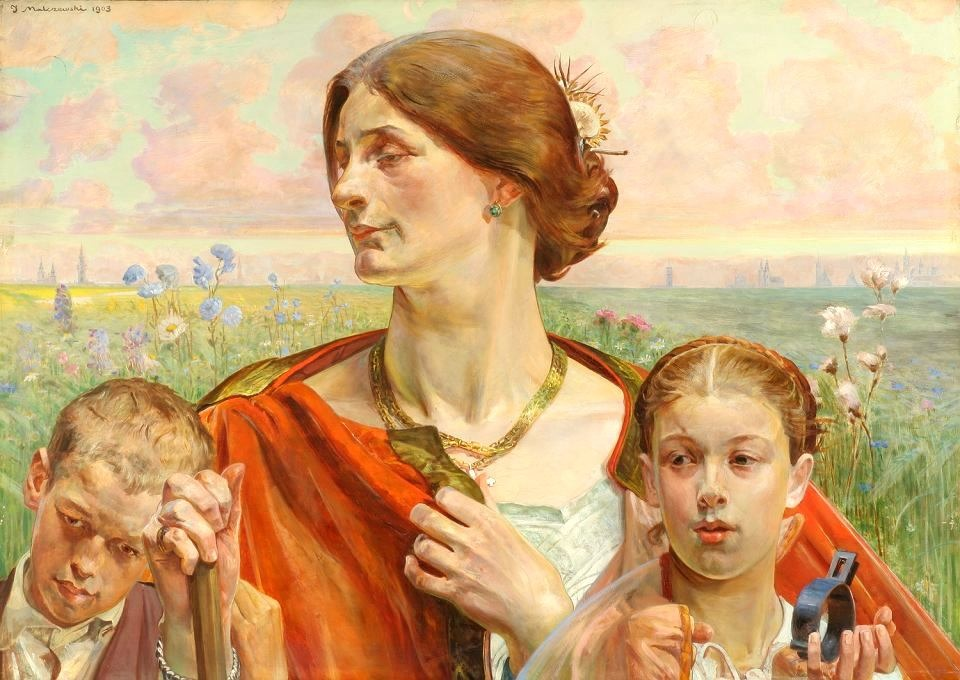
Яцек Мальчевский. Отчизна, 1903
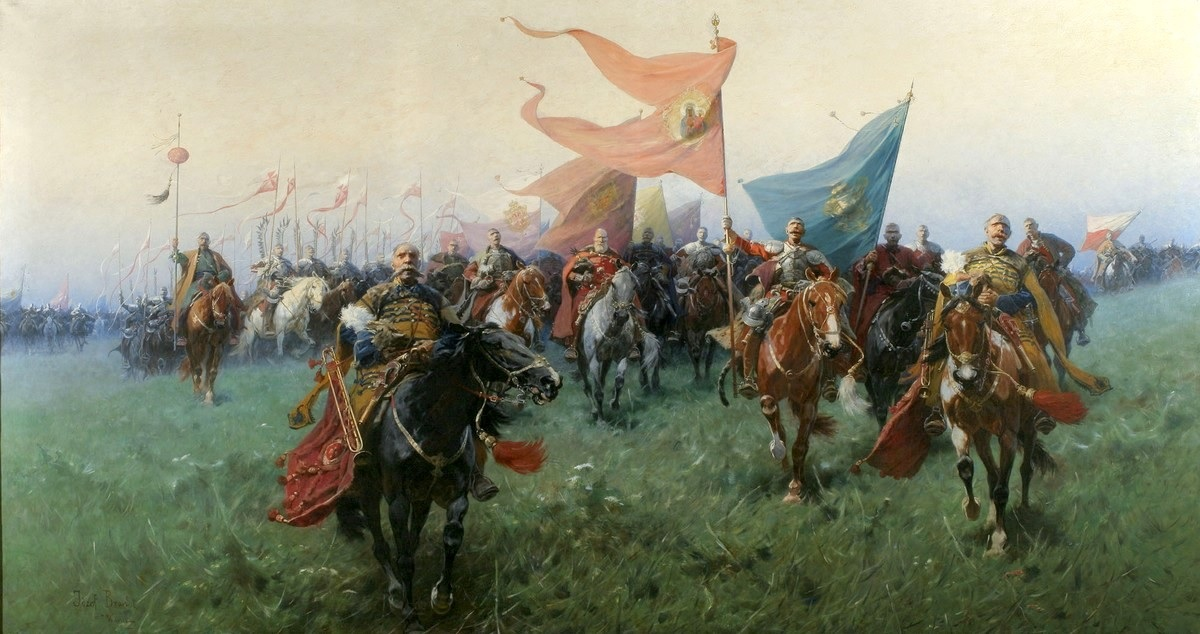
Юзеф Брандт. Богородица, 1909
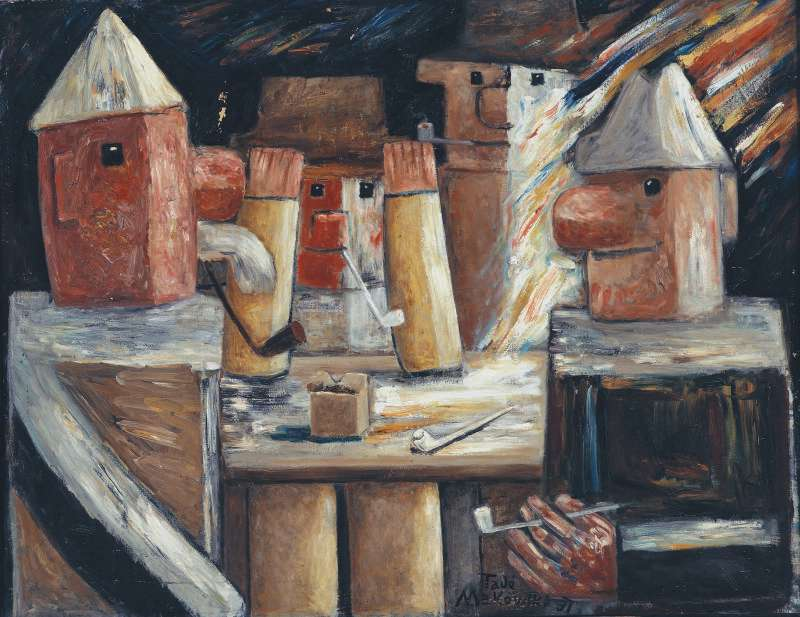
Тадеуш Маковский. Курящий трубку, 1930
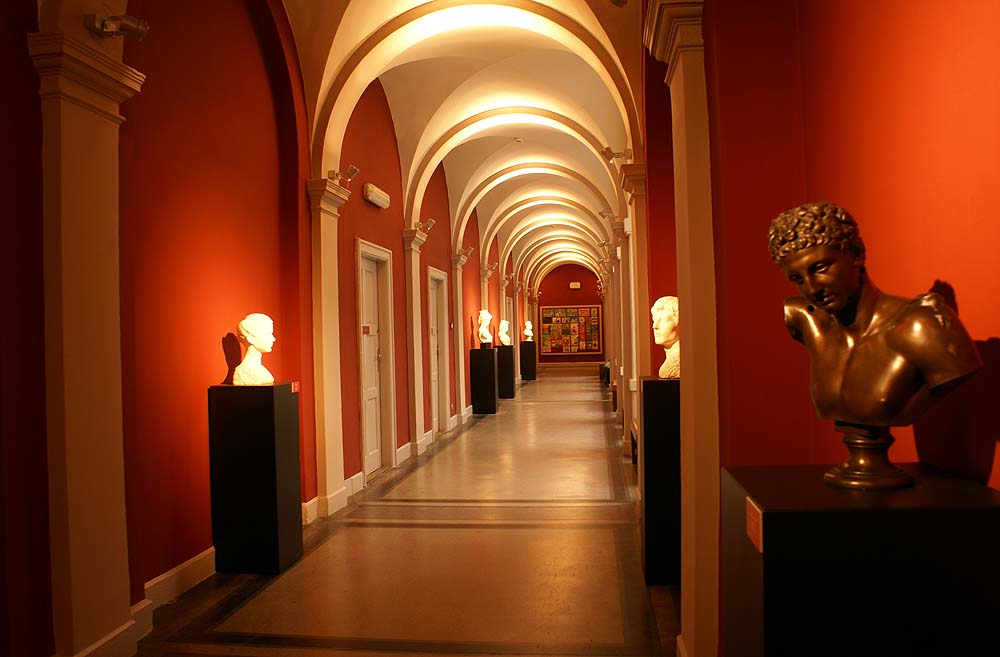
Интерьер музея

## Филиалы музея
- Рацлавицкая панорама
- Этнографический музей во Вроцлаве
- Павильон четырех куполов